# Leiðylfingar
Leiðylfingar fue un clan familiar de Islandia cuyo origen se remonta a la Era vikinga y la figura histórica del colono Leiðólfur kappi. Dominaron la región de Vestur-Skaftafellssýsla  y aparecen citados en diversas fuentes literarias, entre las que destacan Landnámabók y la saga Íslendinga.